# 29: Written in Stone
29: Written in Stone è il terzo album in studio della cantante statunitense Carly Pearce, pubblicato nel 2021.

## Tracce
1. Diamondback – 3:02 (Carly Pearce, Kelsea Ballerini, Tofer Brown, Shane McAnally)
2. What He Didn't Do – 3:11 (Pearce, Ashley Gorley, Emily Shackleton)
3. Easy Going – 4:46 (Pearce, Natalie Hemby, Josh Osborne)
4. Dear Miss Loretta – 3:40 (Pearce, Brandy Clark, McAnally)
5. Next Girl – 2:44 (Pearce, McAnally, Osborne)
6. Should've Known Better – 3:01 (Pearce, Jordan Reynolds, Shackleton)
7. 29 – 3:42 (Pearce, McAnally, Osborne)
8. Never Wanted to Be That Girl – 3:34 (Pearce, McAnally, Ashley McBryde)
9. Your Drinkin', My Problem – 3:34 (Pearce, Nicolle Galyon, Sasha Sloan, Ben West)
10. Liability – 2:44 (Pearce, McAnally, Osborne)
11. Messy – 2:53 (Pearce, Sarah Buxton, Jimmy Robbins)
12. Show Me Around – 3:40 (Pearce, Shackleton, West)
13. Day One – 3:30 (Pearce, McAnally, Osborne, Matthew Ramsey)
14. All the Whiskey in the World – 3:06 (Pearce, Jordan Terry Minton, Reynolds, Shackleton)
15. Mean It This Time – 4:08 (Pearce, Minton, Reynolds, Shackleton)